# Съдия по вписванията
Съдията по вписванията е правосъдна длъжност в България, създадена с това наименование за първи път през 1996 г. (в сила от 7.01.1997 г.).
Не е магистрат, нито е част от специализираната или обща администрация на районния съд. Съдиите по вписванията са включени в структурата на районния съд.
До 6.01.1997 г. функциите на съдиите по вписванията се изпълняват от нотариусите в районните съдилища, като до тази дата, длъжността се нарича „нотариус“.

## Съдебен район
Районът на действие на съдията по вписванията съвпада с района на съответния районен съд, към който има Служба по вписванията: „В районните съдилища има съдии по вписванията.“ (Чл. 279, ал.1 ЗСВ и чл. 570 ГПК).

## Компетентност
Това е орган с нотариална компетентност, който удостоверява вписването в Имотния регистър на актове, удостоверени от нотариусите. Органът по вписванията има и други изрични компетенции, изчерпателно изброени в българското законодателство.
Съдията по вписванията не е контролен или правораздаващ орган, а е правосъден орган по охранително производство – наравно с нотариусите.
| „                                        | Нотариални са производствата, по реда на които се извършват: … … т.5.: вписвания, отбелязвания и тяхното заличаване в случаите, предвидени в закон; … | “ |
| Чл. 569 от Граждански процесуален кодекс | |   |

| „                                        | Вписванията, отбелязванията и заличаванията за имот се извършват по разпореждане на съдията по вписванията от службата по вписванията, в чийто район се намира имотът. | “ |
| Чл. 570 от Граждански процесуален кодекс | |   |

В населено място с районен съд, в което няма действащ нотариус или същият не може да бъде заместен от друг нотариус, нотариалните действия и дела се извършват от съдия по вписванията. Ако няма и съдия по вписванията – от районен съдия.
Министърът на правосъдието може да възложи на съдия по вписванията от същия съд да изпълнява функциите на държавен съдебен изпълнител, когато длъжността не е заета или назначеният държавен съдебен изпълнител е възпрепятстван да я изпълнява и не може да бъде заместен от друг държавен съдебен изпълнител от същия съд, нито да се командирова друг – от друг съд.

## Компетенции и задължения
Съдията по вписванията има следните компетенции и задължения:
- да разпорежда или отказва вписванията, отбелязванията или заличаванията в имотния регистър и да се произнася за издаването на справки и удостоверения;
- да извършва нотариални и други действия, предвидени със закон.

Тези действия съдията по вписванията може да извършва само в своя съдебен район.

## Назначение, контрол и ръководство
Съдията по вписванията се назначава след конкурс от министъра на правосъдието. Броят на съдиите по вписванията се определя от министъра на правосъдието.
В службите по вписванията с повече от един съдия по вписванията единият от тях с доказани професионални качества се назначава от министъра на правосъдието за ръководител.
Председателят на районния съд осъществява общо организационно и административно ръководство на районния съд като ръководи и контролира и работата на съдиите по вписванията. Уведомява министъра на правосъдието за свободните длъжности за съдии по вписванията.
В районните съдилища, където няма съдия по вписванията или той е възпрепятстван да осъществява функциите си, те се изпълняват от районен съдия, за което се уведомява министърът на правосъдието.
Съдията по вписванията се отстранява от длъжност и освобождава от длъжност от министъра на правосъдието.